# Адашеви
Адашеви — московський дворянський і боярський рід татарського походження. Рід був занесений до Бархатової книги.  

## Походження та історія роду
Рід Адашевих відомий з початку XVI століття і походив з Костроми. Родоначальником роду був спершу окольничий, а потім і боярин Федір Григорович Адашев (помер 1556 року), син Григорія Адаш Ольгова. 
Рід Адашевих досяг свого піднесення на початку правління Івана IV Грозного. Олексій Федорович Адашев (помер 1561 року) був головою Чолобитного приказу і мав величезний вплив на царя, фактично керував всією зовнішньою політикою Московської держави. Його брат Данило Федорович Адашев (помер 1561 року) був воєводою та командував московськими військами у війнах з Казанським і Кримським ханствами. У 1561 році Адашеви потрапили в царську опалу. Олексій був висланий воєводою у Дерпт (Тарту), де й помер. Його брат Данило та інші його родичі були страчені за наказом царя. 
Наприкінці XVI століття рід вигас. Останньою його представницею була дочка Олексія Федоровича Адашева Анна, яка була одружена з окольничим Іваном Петровичем Головіним. 

## Відомі представники
- Федір Григорович Адашев (помер 1556) — московський дипломат, боярин.
- Олексій Федорович Адашев (помер 1561) — державний і політичний діяч Московської держави, боярин.
- Данило Федорович Адашев (помер 1561) — московський воєначальник.